# Nemcia emarginata
Nemcia emarginata är en ärtväxtart som först beskrevs av Spencer Le Marchant Moore, och fick sitt nu gällande namn av Michael Douglas Crisp. Nemcia emarginata ingår i släktet Nemcia och familjen ärtväxter. Inga underarter finns listade i Catalogue of Life.